# Achileas-Andreas Řecký a Dánský
Achileas-Andreas Řecký a Dánský (řecky: Αχιλλέας Ανδρέας; * 12. srpna 2000, New York City) je řecký a dánský princ. Je druhý v pořadí následnictví na řecký trůn.

## Život
Narodil se 12. srpna 2000 v nemocnici Weill Cornell Medical Center v New York City jako syn korunního prince Pavla Řeckého a jeho manželky princezny Marie-Chantal. Pokřtěn byl 7. června 2001 v katedrále svaté Sofie v Londýně. Jeho kmotry byly princezna Teodora Řecká a Dánská, princezna Elena Španělská, princ Alexander von Fürstenberg, korunní princ Kardam Bulharský, princezna Rosario Bulharská, princ Guillaume Lucemburský a Veronica Toub.
Roku 2004 se rodina odstěhovala do Londýna. Zde navštěvoval Wellington College v hrabství Berkshire. Poté se rodina znovu odstěhovala do USA. Dne 6. června 2019 úspěšně ukončil střední školu (high school) v New Yorku a byl přijat na Newyorskou univerzitu.

## Tituly a oslovení
- 12. srpen 2000 – dosud: Jeho královská Výsost princ Konstantin Alexios Řecký a Dánský

## Vyznamenání
Řecká vyznamenání:
- Řád Spasitele 1. třída[1]